# Amphitrite ventricosa
Amphitrite ventricosa är en ringmaskart som beskrevs av Bosc 1802. Amphitrite ventricosa ingår i släktet Amphitrite och familjen Terebellidae. Inga underarter finns listade i Catalogue of Life.